# Dendroxena quadrimaculata
Dendroxena quadrimaculata  је врста тврдокрилца из породице стрвинара (Silphidae).

## Опис
Овај инсект је дуг 12-14 mm. Тело је пљоснато и овално, боја жућкастосмеђа. Свако покрилце има две тачке, једну одмах уз пронотум и другу мало иза средине. Скутелум је црн. Глава, антене и ноге су тамни, готово црни.

## Распрострањење
Ова врста настањује Европу до јужних делова Скандинавије, Азију и Африку. Претежно се налази на мањим надморским висинама, у храстовим шумама. У Србији је бележена до висине од 1.200 m, од априла до јуна.

## Животни циклус
Одрасли инсекти се хране гусеницама, ларвама неких оса и биљним вашима. Ларве су црне и хране се ларвама других инсеката и стрвинама.

## Галерија
- са пленом
- парење